# Uhudler-Radweg
Der Uhudler-Radweg „B72“ ist ein zirka 40 Kilometer langer Radrundweg im Burgenland. Die Route ist nach dem im Südburgenland erzeugten Wein Uhudler benannt.
Die Route führt von Königsdorf über Zahling und Heiligenkreuz zur ungarischen Grenze und dann entlang der Lafnitz flussaufwärts zurück nach Königsdorf.
Der Radweg hieß früher Östlicher Lafnitztalradweg, wurde in Uhudler-Radwanderweg umbenannt und neu ausgeschildert.